# The Bill Evans Album
The Bill Evans Album è un album in studio del musicista statunitense Bill Evans, pubblicato nel 1971.

## Tracce
1. Funkallero (Album Version) (Bill Evans) – 7:45
2. Two Lonely People (Bill Evans, Carol Hall) – 6:10
3. Sugar Plum (Album Version) (Evans) – 7:02
4. Waltz For Debby (Evans, Gene Lees) – 7:41
5. T.T.T. (Twelve Tone Tune) (Evans) – 6:38
6. Re: Person I Knew (Evans) – 5:52
7. Comrade Conrad (Album Version) (Evans) – 7:34

## Formazione
- Bill Evans – piano, fender Rhodes
- Eddie Gómez – basso
- Marty Morell – batteria